# Guiaro
Guiaro è un dipartimento del Burkina Faso classificato come comune, situato nella provincia di Nahouri, facente parte della Regione del Centro-Sud.
Il dipartimento si compone del capoluogo e di altri 18 villaggi: Bétaré, Boala, Boassan, Boli, Bouya, Kana, Kollo, Koro, Koumbili, Kountioro, Natiédougou, Nikouem, Nissaré, Nitiana, Oualem, Poré, Sarro e Sia.